# Campeonato Mundial de Patinação Artística no Gelo de 2013
O Campeonato Mundial de Patinação Artística no Gelo de 2013 foi a centésima terceira edição do Campeonato Mundial de Patinação Artística no Gelo, um evento anual de patinação artística no gelo organizado pela União Internacional de Patinação (em inglês:  International Skating Union) onde os patinadores artísticos competem pelo título de campeão mundial. A competição foi disputada entre os dias 10 de março e 17 de março, na cidade de London, Ontário, Canadá.

## Eventos
- Individual masculino
- Individual feminino
- Duplas
- Dança no gelo

## Medalhistas
| Evento                        | Ouro                                         | Prata                                        | Bronze                                       |
| Individual masculino detalhes | Patrick Chan · Canadá                        | Denis Ten · Cazaquistão                      | Javier Fernández · Espanha                   |
| Individual feminino detalhes  | Kim Yu-Na · Coreia do Sul                    | Carolina Kostner · Itália                    | Mao Asada · Japão                            |
| Duplas detalhes               | Tatiana Volosozhar · Maxim Trankov · Rússia  | Aliona Savchenko · Robin Szolkowy · Alemanha | Meagan Duhamel · Eric Radford · Canadá       |
| Dança no gelo detalhes        | Meryl Davis · Charlie White · Estados Unidos | Tessa Virtue · Scott Moir · Canadá           | Ekaterina Bobrova · Dmitri Soloviev · Rússia |

## Resultados

### Individual masculino
| Pos.                                                  | Nome                     | Nacionalidade    | Pontos | PC         | PL          |
| ----------------------------------------------------- | ------------------------ | ---------------- | ------ | ---------- | ----------- |
| Medalha de ouro                                       | Patrick Chan             | Canadá           | 267.78 | 98.37 (1)  | 169.41 (2)  |
| Medalha de prata                                      | Denis Ten                | Cazaquistão      | 266.48 | 91.56 (2)  | 174.92 (1)  |
| Medalha de bronze                                     | Javier Fernández         | Espanha          | 249.06 | 80.76 (7)  | 168.30 (4)  |
| 4                                                     | Yuzuru Hanyu             | Japão            | 244.99 | 75.94 (9)  | 169.05 (3)  |
| 5                                                     | Kevin Reynolds           | Canadá           | 239.98 | 85.16 (3)  | 154.82 (7)  |
| 6                                                     | Daisuke Takahashi        | Japão            | 239.03 | 84.67 (4)  | 154.36 (8)  |
| 7                                                     | Max Aaron                | Estados Unidos   | 238.36 | 78.20 (8)  | 160.16 (6)  |
| 8                                                     | Takahito Mura            | Japão            | 234.18 | 73.46 (11) | 160.72 (5)  |
| 9                                                     | Brian Joubert            | França           | 232.26 | 84.17 (5)  | 148.09 (10) |
| 10                                                    | Michal Březina           | República Tcheca | 229.00 | 83.09 (6)  | 145.91 (11) |
| 11                                                    | Peter Liebers            | Alemanha         | 216.84 | 71.20 (13) | 145.64 (12) |
| 12                                                    | Florent Amodio           | França           | 216.83 | 75.73 (10) | 141.10 (15) |
| 13                                                    | Andrei Rogozine          | Canadá           | 216.60 | 67.35 (18) | 149.25 (9)  |
| 14                                                    | Ross Miner               | Estados Unidos   | 211.90 | 70.24 (14) | 141.66 (13) |
| 15                                                    | Song Nan                 | China            | 207.68 | 73.03 (12) | 134.65 (18) |
| 16                                                    | Misha Ge                 | Uzbequistão      | 207.50 | 68.45 (15) | 139.05 (16) |
| 17                                                    | Maxim Kovtun             | Rússia           | 207.40 | 65.85 (19) | 141.55 (14) |
| 18                                                    | Alexander Majorov        | Suécia           | 204.29 | 68.32 (16) | 135.97 (17) |
| 19                                                    | Jorik Hendrickx          | Bélgica          | 192.19 | 62.04 (23) | 130.15 (19) |
| 20                                                    | Viktor Pfeifer           | Áustria          | 189.44 | 64.10 (21) | 125.34 (20) |
| 21                                                    | Tomáš Verner             | República Tcheca | 180.50 | 68.05 (17) | 112.45 (22) |
| 22                                                    | Viktor Romanenkov        | Estônia          | 177.09 | 65.33 (20) | 111.76 (23) |
| 23                                                    | Yakov Godorozha          | Ucrânia          | 174.98 | 61.88 (24) | 113.10 (21) |
| 24                                                    | Justus Strid             | Dinamarca        | 165.23 | 63.25 (22) | 101.98 (24) |
| Não avançaram para a patinação livre / programa longo |                          |                  |        |            |             |
| 25                                                    | Maciej Cieplucha         | Polônia          | —      | 60.96 (25) |             |
| 26                                                    | Kim Jin-seo              | Coreia do Sul    | —      | 60.75 (26) |             |
| 27                                                    | Paolo Bacchini           | Itália           | —      | 60.31 (27) |             |
| 28                                                    | Abzal Rakimgaliev        | Cazaquistão      | —      | 59.14 (28) |             |
| 29                                                    | Zoltán Kelemen           | Romênia          | —      | 58.24 (29) |             |
| 30                                                    | Ronald Lam               | Hong Kong        | —      | 57.94 (30) |             |
| 31                                                    | Alexei Bychenko          | Israel           | —      | 57.53 (31) |             |
| 32                                                    | Kim Lucine               | Mônaco           | —      | 57.35 (32) |             |
| 33                                                    | Paul Bonifacio Parkinson | Itália           | —      | 51.54 (33) |             |
| 34                                                    | Christopher Caluza       | Filipinas        | —      | 49.15 (34) |             |
| WD                                                    | Pavel Ignatenko          | Bielorrússia     | —      | — (wd)     |             |

### Individual feminino
| Pos.                                                  | Nome                   | Nacionalidade  | Pontos | PC         | PL          |
| ----------------------------------------------------- | ---------------------- | -------------- | ------ | ---------- | ----------- |
| Medalha de ouro                                       | Kim Yuna               | Coreia do Sul  | 219.31 | 69.97 (1)  | 149.34 (1)  |
| Medalha de prata                                      | Carolina Kostner       | Itália         | 197.89 | 66.86 (2)  | 131.03 (3)  |
| Medalha de bronze                                     | Mao Asada              | Japão          | 196.47 | 62.10 (6)  | 134.37 (2)  |
| 4                                                     | Kanako Murakami        | Japão          | 189.73 | 66.64 (3)  | 123.09 (7)  |
| 5                                                     | Ashley Wagner          | Estados Unidos | 187.34 | 63.98 (5)  | 123.36 (6)  |
| 6                                                     | Gracie Gold            | Estados Unidos | 184.25 | 58.85 (9)  | 125.40 (5)  |
| 7                                                     | Li Zijun               | China          | 183.85 | 56.31 (12) | 127.54 (4)  |
| 8                                                     | Kaetlyn Osmond         | Canadá         | 176.82 | 64.73 (4)  | 112.09 (10) |
| 9                                                     | Adelina Sotnikova      | Rússia         | 175.98 | 59.62 (8)  | 116.36 (9)  |
| 10                                                    | Elizaveta Tuktamysheva | Rússia         | 174.24 | 54.72 (14) | 119.52 (8)  |
| 11                                                    | Maé Bérénice Méité     | França         | 165.03 | 56.90 (11) | 108.13 (11) |
| 12                                                    | Akiko Suzuki           | Japão          | 164.59 | 61.17 (7)  | 103.42 (13) |
| 13                                                    | Alena Leonova          | Rússia         | 159.06 | 56.30 (13) | 102.76 (14) |
| 14                                                    | Viktoria Helgesson     | Suécia         | 158.80 | 58.36 (10) | 100.44 (15) |
| 15                                                    | Natalia Popova         | Ucrânia        | 155.52 | 51.67 (17) | 103.85 (12) |
| 16                                                    | Jelena Glebova         | Estônia        | 152.49 | 54.59 (15) | 97.90 (16)  |
| 17                                                    | Monika Simančíková     | Eslováquia     | 149.02 | 51.18 (19) | 97.84 (17)  |
| 18                                                    | Valentina Marchei      | Itália         | 147.23 | 50.41 (21) | 96.82 (18)  |
| 19                                                    | Nathalie Weinzierl     | Alemanha       | 142.48 | 48.14 (24) | 94.34 (19)  |
| 20                                                    | Jenna McCorkell        | Reino Unido    | 142.27 | 51.23 (18) | 91.04 (21)  |
| 21                                                    | Brooklee Han           | Austrália      | 141.88 | 50.62 (20) | 91.26 (20)  |
| 22                                                    | Sonia Lafuente         | Espanha        | 139.66 | 52.44 (16) | 87.22 (23)  |
| 23                                                    | Zhang Kexin            | China          | 137.41 | 48.80 (23) | 88.61 (22)  |
| 24                                                    | Kerstin Frank          | Áustria        | 127.98 | 49.66 (22) | 78.32 (24)  |
| Não avançaram para a patinação livre / programa longo |                        |                |        |            |             |
| 25                                                    | Isadora Williams       | Brasil         | —      | 46.63 (25) |             |
| 26                                                    | Anita Madsen           | Dinamarca      | —      | 46.16 (26) |             |
| 27                                                    | Carol Bressanutti      | Itália         | —      | 44.51 (27) |             |
| 28                                                    | Kaat Van Daele         | Bélgica        | —      | 42.51 (28) |             |
| 29                                                    | Elene Gedevanishvili   | Geórgia        | —      | 42.40 (29) |             |
| 30                                                    | Tina Stuerzinger       | Suíça          | —      | 42.36 (30) |             |
| 31                                                    | Juulia Turkkila        | Finlândia      | —      | 40.70 (31) |             |
| 32                                                    | Anne Line Gjersem      | Noruega        | —      | 38.53 (32) |             |
| 33                                                    | Inga Janulevičiūtė     | Lituânia       | —      | 36.79 (33) |             |
| 34                                                    | Patricia Gleščič       | Eslovênia      | —      | 36.66 (34) |             |
| 35                                                    | Alina Fjodorova        | Letônia        | —      | 36.44 (35) |             |

### Duplas
| Pos.                                                  | Nome                                    | Nacionalidade  | Pontos | PC         | PL          |
| ----------------------------------------------------- | --------------------------------------- | -------------- | ------ | ---------- | ----------- |
| Medalha de ouro                                       | Tatiana Volosozhar / Maxim Trankov      | Rússia         | 225.71 | 75.84 (1)  | 149.87 (1)  |
| Medalha de prata                                      | Aliona Savchenko / Robin Szolkowy       | Alemanha       | 205.56 | 73.47 (3)  | 132.09 (2)  |
| Medalha de bronze                                     | Meagan Duhamel / Eric Radford           | Canadá         | 204.56 | 73.61 (2)  | 130.95 (3)  |
| 4                                                     | Kirsten Moore-Towers / Dylan Moscovitch | Canadá         | 199.50 | 69.25 (5)  | 130.25 (5)  |
| 5                                                     | Pang Qing / Tong Jian                   | China          | 194.64 | 63.95 (6)  | 130.69 (4)  |
| 6                                                     | Yuko Kavaguti / Alexander Smirnov       | Rússia         | 191.59 | 69.98 (4)  | 121.61 (7)  |
| 7                                                     | Vera Bazarova / Yuri Larionov           | Rússia         | 184.72 | 61.91 (7)  | 122.81 (6)  |
| 8                                                     | Vanessa James / Morgan Ciprès           | França         | 180.17 | 60.98 (8)  | 119.19 (8)  |
| 9                                                     | Alexa Scimeca / Chris Knierim           | Estados Unidos | 173.51 | 55.73 (12) | 117.78 (9)  |
| 10                                                    | Stefania Berton / Ondřej Hotárek        | Itália         | 171.77 | 59.07 (9)  | 112.70 (10) |
| 11                                                    | Peng Cheng / Zhang Hao                  | China          | 167.18 | 58.52 (10) | 108.66 (11) |
| 12                                                    | Sui Wenjing / Han Cong                  | China          | 165.89 | 57.65 (11) | 108.24 (13) |
| 13                                                    | Marissa Castelli / Simon Shnapir        | Estados Unidos | 164.00 | 55.68 (13) | 108.32 (12) |
| 14                                                    | Nicole Della Monica / Matteo Guarise    | Itália         | 136.03 | 47.82 (15) | 88.21 (14)  |
| 15                                                    | Stacey Kemp / David King                | Reino Unido    | 133.56 | 48.60 (14) | 84.96 (16)  |
| 16                                                    | Mari Vartmann / Aaron Van Cleave        | Alemanha       | 133.12 | 47.36 (16) | 85.76 (15)  |
| Não avançaram para a patinação livre / programa longo |                                         |                |        |            |             |
| 17                                                    | Elizaveta Makarova / Leri Kenchadze     | Bulgária       | —      | 36.48 (17) |             |
| 18                                                    | Magdalena Klatka / Radosław Chruściński | Polônia        | —      | 35.44 (18) |             |

### Dança no gelo
| Pos.                                     | Nome                                  | Nacionalidade    | Pontos | DC         | DL         |
| ---------------------------------------- | ------------------------------------- | ---------------- | ------ | ---------- | ---------- |
| Medalha de ouro                          | Meryl Davis / Charlie White           | Estados Unidos   | 189.56 | 77.12 (1)  | 112.44 (1) |
| Medalha de prata                         | Tessa Virtue / Scott Moir             | Canadá           | 185.04 | 73.87 (2)  | 111.17 (2) |
| Medalha de bronze                        | Ekaterina Bobrova / Dmitri Soloviev   | Rússia           | 169.19 | 70.05 (3)  | 99.14 (4)  |
| 4                                        | Anna Cappellini / Luca Lanotte        | Itália           | 168.04 | 67.93 (5)  | 100.11 (3) |
| 5                                        | Kaitlyn Weaver / Andrew Poje          | Canadá           | 166.20 | 67.54 (6)  | 98.66 (5)  |
| 6                                        | Nathalie Péchalat / Fabian Bourzat    | França           | 165.60 | 69.65 (4)  | 95.95 (7)  |
| 7                                        | Madison Chock / Evan Bates            | Estados Unidos   | 163.93 | 66.74 (7)  | 97.19 (6)  |
| 8                                        | Maia Shibutani / Alex Shibutani       | Estados Unidos   | 157.71 | 66.14 (8)  | 91.57 (9)  |
| 9                                        | Elena Ilinykh / Nikita Katsalapov     | Rússia           | 157.52 | 66.07 (9)  | 91.45 (10) |
| 10                                       | Nelli Zhiganshina / Alexander Gazsi   | Alemanha         | 154.27 | 60.59 (11) | 93.68 (8)  |
| 11                                       | Ekaterina Riazanova / Ilia Tkachenko  | Rússia           | 149.78 | 59.52 (13) | 90.26 (11) |
| 12                                       | Pernelle Carron / Lloyd Jones         | França           | 145.98 | 60.58 (12) | 85.40 (12) |
| 13                                       | Penny Coomes / Nicholas Buckland      | Reino Unido      | 145.71 | 63.66 (10) | 82.05 (17) |
| 14                                       | Siobhan Heekin-Canedy / Dmitri Dun    | Ucrânia          | 141.88 | 59.20 (14) | 82.68 (16) |
| 15                                       | Isabella Tobias / Deividas Stagniūnas | Lituânia         | 141.64 | 57.39 (18) | 84.25 (13) |
| 16                                       | Julia Zlobina / Alexei Sitnikov       | Azerbaijão       | 141.44 | 57.80 (17) | 83.64 (14) |
| 17                                       | Charlene Guignard / Marco Fabbri      | Itália           | 140.95 | 57.89 (16) | 83.06 (15) |
| 18                                       | Piper Gilles / Paul Poirier           | Canadá           | 140.02 | 58.61 (15) | 81.41 (18) |
| 19                                       | Sara Hurtado / Adrià Díaz             | Espanha          | 131.28 | 53.12 (20) | 78.16 (19) |
| 20                                       | Cathy Reed / Chris Reed               | Japão            | 129.94 | 53.95 (19) | 75.99 (20) |
| Não avançaram para a dança livre / longa |                                       |                  |        |            |            |
| 21                                       | Lucie Myslivečková / Neil Brown       | República Tcheca | —      | 51.82 (21) |            |
| 22                                       | Olesia Karmi / Max Lindholm           | Finlândia        | —      | 48.06 (22) |            |
| 23                                       | Allison Reed / Vasili Rogov           | Israel           | —      | 46.63 (23) |            |
| 24                                       | Zsuzsanna Nagy / Mate Fejes           | Hungria          | —      | 45.60 (24) |            |
| 25                                       | Irina Shtork / Taavi Rand             | Estônia          | —      | 45.29 (25) |            |
| 26                                       | Federica Testa / Lukas Csolley        | Eslováquia       | —      | 44.73 (26) |            |
| 27                                       | Justyna Plutowska / Peter Gerber      | Polônia          | —      | 44.00 (27) |            |
| 28                                       | Alisa Agafonova / Alper Ucar          | Turquia          | —      | 43.98 (28) |            |
| 29                                       | Viktoria Kavaliova / Yurii Bieliaiev  | Bielorrússia     | —      | 32.50 (29) |            |

## Quadro de medalhas
| Ordem | País           | Medalha de ouro | Medalha de prata | Medalha de bronze |    | Ordem por total |
| ----- | -------------- | --------------- | ---------------- | ----------------- | -- | --------------- |
| 1     | Canadá         | 1               | 1                | 1                 | 3  | 1               |
| 2     | Rússia         | 1               |                  | 1                 | 2  | 2               |
| 3     | Coreia do Sul  | 1               |                  |                   | 1  | 3               |
| 3     | Estados Unidos | 1               |                  |                   | 1  | 3               |
| 5     | Alemanha       |                 | 1                |                   | 1  | 3               |
| 5     | Cazaquistão    |                 | 1                |                   | 1  | 3               |
| 5     | Itália         |                 | 1                |                   | 1  | 3               |
| 8     | Espanha        |                 |                  | 1                 | 1  | 3               |
| 8     | Japão          |                 |                  | 1                 | 1  | 3               |
| TOTAL | TOTAL          | 4               | 4                | 4                 | 12 | —               |